# Seznam osebnosti iz Občine Rogatec
Seznam osebnosti iz Občine Rogatec vsebuje osebnosti, ki so se tu rodile, delovale ali umrle.

## Književnost
- Branko Hofman, pesnik, pisatelj in dramatik (1929, Rogatec – 1991, Ljubljana)
- Jože Šmit, pesnik, prevajalec, urednik in novinar (1922, Tlake pri Rogatcu – 2004, Ljubljana)
- Dragan Šanda, dramatik in pesnik (1881, Rogatec – 1963, Beograd)

## Religija
- Anton Stres, nadškof, teolog, filozof, pedagog (1942, Donačka Gora)
- Urban Nežmah, duhovnik, ljudski misijonar, nabožni pisatelj (1843, Rogatec – 1928, Ljubljana)
- Mihael Lendovšek, duhovnik in urednik (1844, Rogatec – 1920, Makole)

## Umetnost
- Jožef Anton Lerchinger, baročni slikar (ok. 1720, Rogatec – po letu 1787)
- Jernej Dirnbek, glasbenik (1971, Rogatec)